# 哀愁の街に霧が降る
『哀愁の街に霧が降る』（あいしゅうのまちにきりがふる）は、1956年10月31日に東宝系で公開された日本映画。菅原文太の映画初出演作品である。75分、モノクロ、スタンダードサイズ。

## キャスト
- 斎木智之：山田真二
- 綾川千種子：青山京子
- 宇部達成：小沢栄太郎
- 八郎：徳大寺伸
- 宇部志津：村瀬幸子
- 綾川芳子：北川町子
- 林美佐緒：森啓子
- 学生鈴木：山本廉
- 学生三好：越後憲三
- 学生中川：菅原文太
- 私立探偵松島：恩田清二郎
- 冴子女史：宮田芳子
- 中年の紳士：清水一郎
- マダム：音羽久米子
- 雑誌記者：村上冬樹、高梨達
- 労働者：和田潜、伊海田弘、永谷三郎
- 飯場の小母さん：出雲八重子
- 組頭：千葉一郎
- 学生：細川隆一、大前亘
- 医者：勝本圭一郎
- アパートの住人：瀬良明

## スタッフ
- 製作：竹井諒、太田恒三郎
- 監督：日高繁明
- 脚本：村田武雄、日高繁明
- 撮影：栗林実
- 音楽：小川寛興
- 美術：安部輝明
- 録音：山元三弥
- 照明：岸本万平

## 同時上映
- 殉愛